# Francheleins
Francheleins est une commune française, située dans le département de l'Ain en région Auvergne-Rhône-Alpes. Elle appartient à l'unité urbaine de Belleville, au nord de l'aire urbaine de Lyon.

## Géographie
La commune de Francheleins, située à l’est de Montmerle-sur-Saône, unit le Val de Saône au plateau de la Dombes. Son territoire, dont l'altitude est comprise entre 180 et 250 mètres, s’étend sur un axe est-ouest sur 1 356 hectares, constitué de trois ensembles bien identifiés :
- un quartier pavillonnaire à l’extrémité occidentale de la commune avec également les habitations qui constituaient jusqu'au 1er janvier 1974 la commune d'Amareins (à proximité du carrefour de la RD 27 et de la voie communale no 6) ;
- le bourg de Francheleins, au croisement des routes départementales nos 27 et 88 ;
- le bourg de Cesseins à proximité de la RD 27, entre la route de Beybleu et la RD 75.

Une petite rivière, l'Appeum, traverse une partie de la commune avant de rejoindre la Saône entre Montmerle et Lurcy.
Francheleins résulte de la fusion simple des trois anciennes communes d'Amareins, Francheleins et Cesseins le 1er août 1996, le nom définitif ayant été adopté le 9 décembre 1998.

### Communes limitrophes
| Montmerle-sur-Saône | Montceaux            | Chaneins                   |
| Montmerle-sur-Saône | Francheleins         | Saint-Trivier-sur-Moignans |
| Lurcy               | Villeneuve, Chaleins |                            |

### Climat
Pour des articles plus généraux, voir Climat d'Auvergne-Rhône-Alpes et Climat de l'Ain.
En 2010, le climat de la commune est de type climat océanique altéré, selon une étude du CNRS s'appuyant sur une série de données couvrant la période 1971-2000. En 2020, Météo-France publie une typologie des climats de la France métropolitaine dans laquelle la commune est dans une zone de transition entre le climat semi-continental et le climat de montagne et est dans la région climatique Bourgogne, vallée de la Saône, caractérisée par un bon ensoleillement (1 900 h/an), un été chaud (18,5 °C), un air sec au printemps et en été et des vents faibles.
Pour la période 1971-2000, la température annuelle moyenne est de 12 °C, avec une amplitude thermique annuelle de 18,5 °C. Le cumul annuel moyen de précipitations est de 787 mm, avec 9,5 jours de précipitations en janvier et 6,9 jours en juillet. Pour la période 1991-2020, la température moyenne annuelle observée sur la station météorologique de Météo-France la plus proche, « St-Georges-Reneins », sur la commune de Saint-Georges-de-Reneins à 7 km à vol d'oiseau, est de 12,2 °C et le cumul annuel moyen de précipitations est de 723,2 mm,. Pour l'avenir, les paramètres climatiques de la commune estimés pour 2050 selon différents scénarios d'émission de gaz à effet de serre sont consultables sur un site dédié publié par Météo-France en novembre 2022.

## Urbanisme

### Typologie
Au 1er janvier 2024, Francheleins est catégorisée commune rurale à habitat dispersé, selon la nouvelle grille communale de densité à 7 niveaux définie par l'Insee en 2022.
Elle est située hors unité urbaine et hors attraction des villes,.

### Occupation des sols
L'occupation des sols de la commune, telle qu'elle ressort de la base de données européenne d’occupation biophysique des sols Corine Land Cover (CLC), est marquée par l'importance des territoires agricoles (93,4 % en 2018), en diminution par rapport à 1990 (95,6 %). La répartition détaillée en 2018 est la suivante : terres arables (64,3 %), zones agricoles hétérogènes (16,9 %), prairies (12,1 %), zones urbanisées (6,6 %).
L'évolution de l’occupation des sols de la commune et de ses infrastructures peut être observée sur les différentes représentations cartographiques du territoire : la carte de Cassini (XVIIIe siècle), la carte d'état-major (1820-1866) et les cartes ou photos aériennes de l'IGN pour la période actuelle (1950 à aujourd'hui).

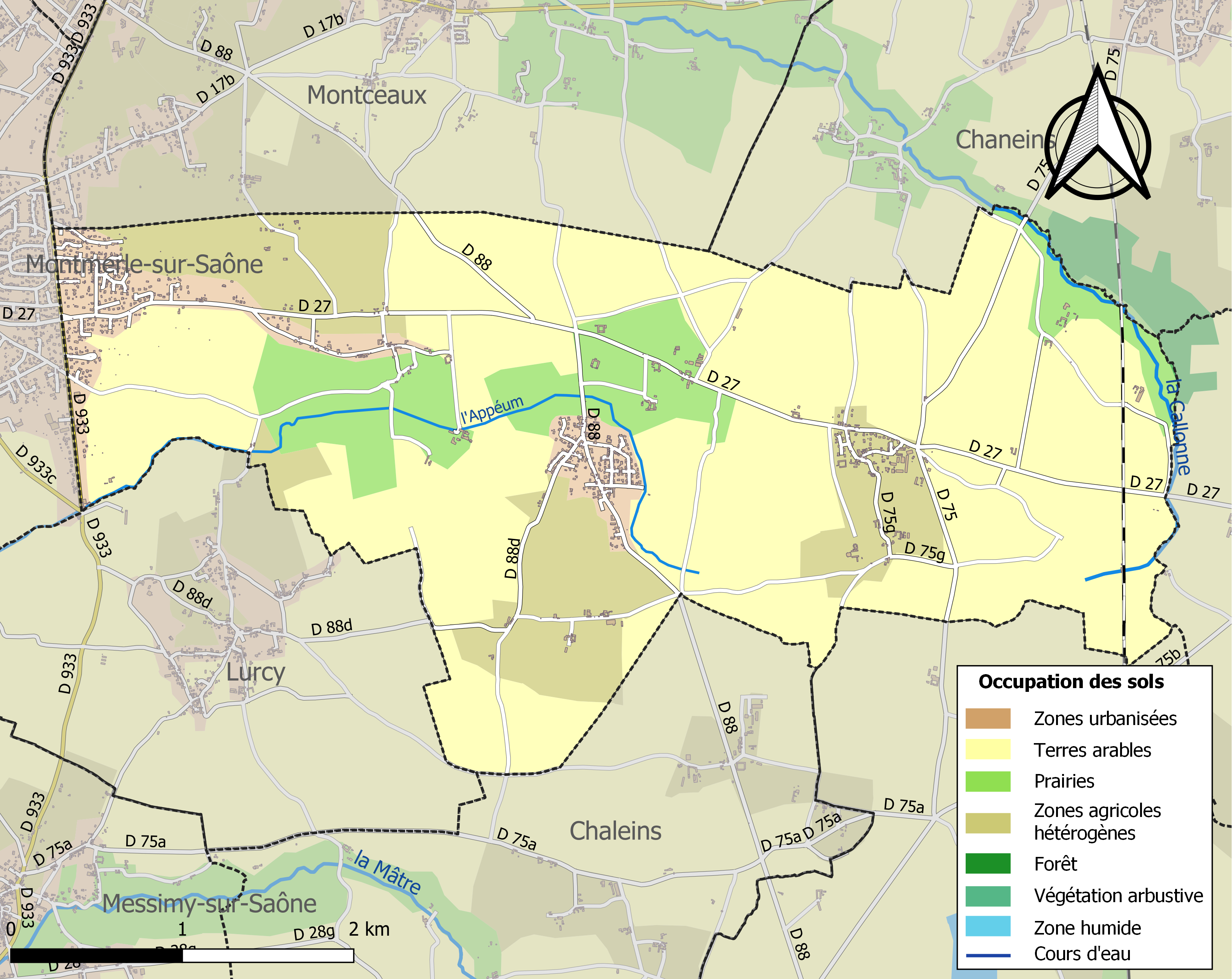
Carte des infrastructures et de l'occupation des sols de la commune en 2018 (CLC).

## Toponymie
Le nom de la localité est attesté sous la forme Franchelens (1147), Franchilens (environ 1150), Francheleyns (1299-1369), Franchileyns (1299-1369), Francheleins (environ 1341), Franchelleins (1365), Franchilleyns (1418), Franchelins (1455).

## Histoire

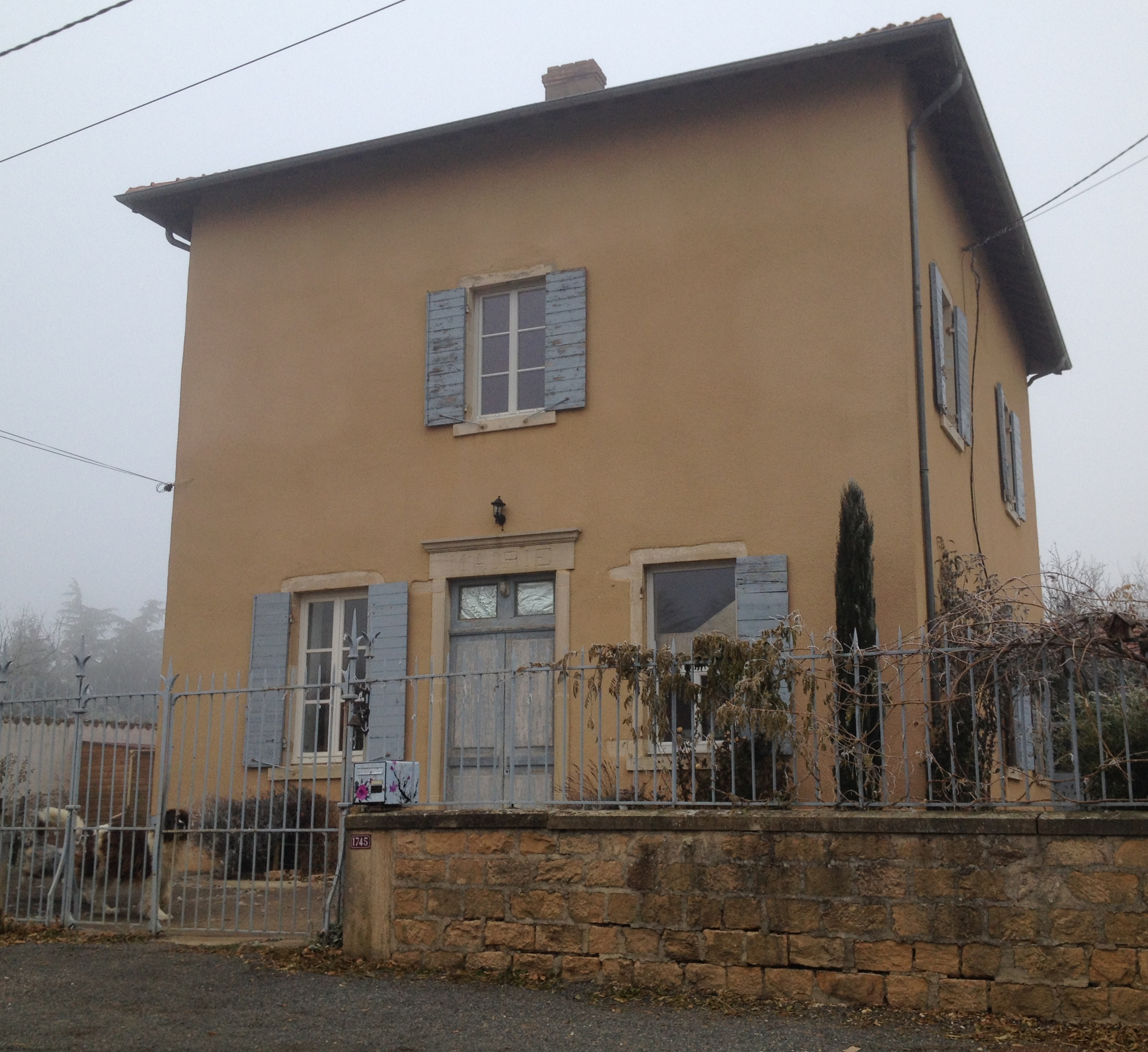
L'ancienne mairie de Cesseins.

Un camp romain aurait été établi en ce lieu en 197, lors de la grande bataille de Septime Sévère avec Albin. On retrouva autrefois au lieu-dit le Thiollet des poteries romaines.
La paroisse de Cesseins est citée dès le Xe siècle, celle d’Amareins au XIe siècle et celle de Francheleins au XIIe siècle. Les trois paroisses faisaient autrefois partie de la châtellenie de Montmerle dans l’ancienne souveraineté de Dombes et furent donc rattachées à la France en même temps que celle-ci en 1762.
Les communes se sont réunies en janvier 1974. Par le référendum du 24 octobre 1982, Amareins a fusionné avec Francheleins et par celui du 9 juin 1996, Cesseins a fusionné avec Francheleins.
Après avoir porté le nom d'Amareins-Francheleins-Cesseins à partir de 1974, elle est devenue simplement Francheleins par un décret du 30 novembre 1998.

## Politique et administration

### Découpage territorial
La commune de Francheleins est membre de la communauté de communes Val de Saône Centre, un établissement public de coopération intercommunale (EPCI) à fiscalité propre créé le 1er janvier 2017 dont le siège est à Montceaux. Ce dernier est par ailleurs membre d'autres groupements intercommunaux.
Sur le plan administratif, elle est rattachée à l'arrondissement de Bourg-en-Bresse, au département de l'Ain et à la région Auvergne-Rhône-Alpes. Sur le plan électoral, elle dépend du canton de Villars-les-Dombes pour l'élection des conseillers départementaux, depuis le redécoupage cantonal de 2014 entré en vigueur en 2015, et de la quatrième circonscription de l'Ain pour les élections législatives, depuis le dernier découpage électoral de 2010.

### Tendances politiques et résultats
| Scrutin             | Scrutin             | 1er tour | 1er tour | 1er tour | 1er tour | 1er tour  | 1er tour | 1er tour | 1er tour    | 1er tour | 1er tour | 1er tour   | 1er tour | 2d tour | 2d tour | 2d tour | 2d tour | 2d tour | 2d tour |
| Scrutin             | Scrutin             | 1er      | 1er      | %        | 2e       | 2e        | %        | 3e       | 3e          | %        | 4e       | 4e         | %        | 1er     | 1er     | %       | 2e      | 2e      | %       |
| ------------------- | ------------------- | -------- | -------- | -------- | -------- | --------- | -------- | -------- | ----------- | -------- | -------- | ---------- | -------- | ------- | ------- | ------- | ------- | ------- | ------- |
| Présidentielle 2017 | Présidentielle 2017 |          | FN       | 31,41    |          | EM        | 22,17    |          | LR          | 20,67    |          | LFI        | 12,01    |         | EM      | 50,93   |         | FN      | 49,07   |
| Présidentielle 2022 | Présidentielle 2022 |          | RN       | 35,15    |          | LREM      | 28,94    |          | LFI         | 10,66    |          | REC        | 8,05     |         | RN      | 53,41   |         | LREM    | 46,59   |
| Législatives 2022   | 4e                  |          | RN       | 35,70    |          | LR        | 14,38    |          | LFI (NUPES) | 13,34    |          | LREM (ENS) | 13,34    |         | RN      | 69,06   |         | LFI     | 30,94   |
| Législatives 2024   | 4e                  |          | RN       | 54,21    |          | HOR (ENS) | 20,91    |          | EELV (NFP)  | 15,65    |          | LR         | 8,06     |         | RN      | 57,69   |         | HOR     | 42,31   |

### Administration municipale
| Période                                  | Période  | Identité                       | Étiquette | Qualité                        |
| ---------------------------------------- | -------- | ------------------------------ | --------- | ------------------------------ |
| 1974                                     | 1989     | Humbert de Rivérieulx de Varax |           |                                |
| 1989                                     | 2001     | Gaston Moissonnier             |           |                                |
| 2001                                     | 2007     | Maurice Goron                  |           | Décès en cours de mandat       |
| 2007                                     | 2020     | Irène Leclerc                  | DVD       | Cadre - réélue en 2008 et 2014 |
| 26 mai 2020                              | En cours | Jean-Michel Lux                |           |                                |
| Les données manquantes sont à compléter. |          |                                |           |                                |

## Intercommunalité
La commune de Francheleins appartient à la communauté de communes Val-de-Saône Centre.

## Démographie
L'évolution du nombre d'habitants est connue à travers les recensements de la population effectués dans la commune depuis 1793. Pour les communes de moins de 10 000 habitants, une enquête de recensement portant sur toute la population est réalisée tous les cinq ans, les populations de référence des années intermédiaires étant quant à elles estimées par interpolation ou extrapolation. Pour la commune, le premier recensement exhaustif entrant dans le cadre du nouveau dispositif a été réalisé en 2005.
En 2022, la commune comptait 1 593 habitants, en évolution de +1,21 % par rapport à 2016 (Ain : +5,15 %, France hors Mayotte : +2,11 %).
| 1793 | 1800 | 1806 | 1821 | 1831 | 1836 | 1841 | 1846 | 1851 |
| ---- | ---- | ---- | ---- | ---- | ---- | ---- | ---- | ---- |
| 154  | 163  | 172  | 210  | 207  | 200  | 200  | 199  | 203  |

| 1856 | 1861 | 1866 | 1872 | 1876 | 1881 | 1886 | 1891 | 1896 |
| ---- | ---- | ---- | ---- | ---- | ---- | ---- | ---- | ---- |
| 202  | 208  | 217  | 199  | 195  | 176  | 184  | 181  | 191  |

| 1901 | 1906 | 1911 | 1921 | 1926 | 1931 | 1936 | 1946 | 1954 |
| ---- | ---- | ---- | ---- | ---- | ---- | ---- | ---- | ---- |
| 175  | 175  | 158  | 149  | 145  | 136  | 145  | 149  | 160  |

| 1962 | 1968 | 1975 | 1982 | 1990 | 1999 | 2005  | 2006  | 2010  |
| ---- | ---- | ---- | ---- | ---- | ---- | ----- | ----- | ----- |
| 159  | 121  | 415  | 572  | 826  | 994  | 1 098 | 1 125 | 1 323 |

| 2015  | 2020  | 2022  | - | - | - | - | - | - |
| ----- | ----- | ----- | - | - | - | - | - | - |
| 1 548 | 1 586 | 1 593 | - | - | - | - | - | - |

## Lieux et monuments

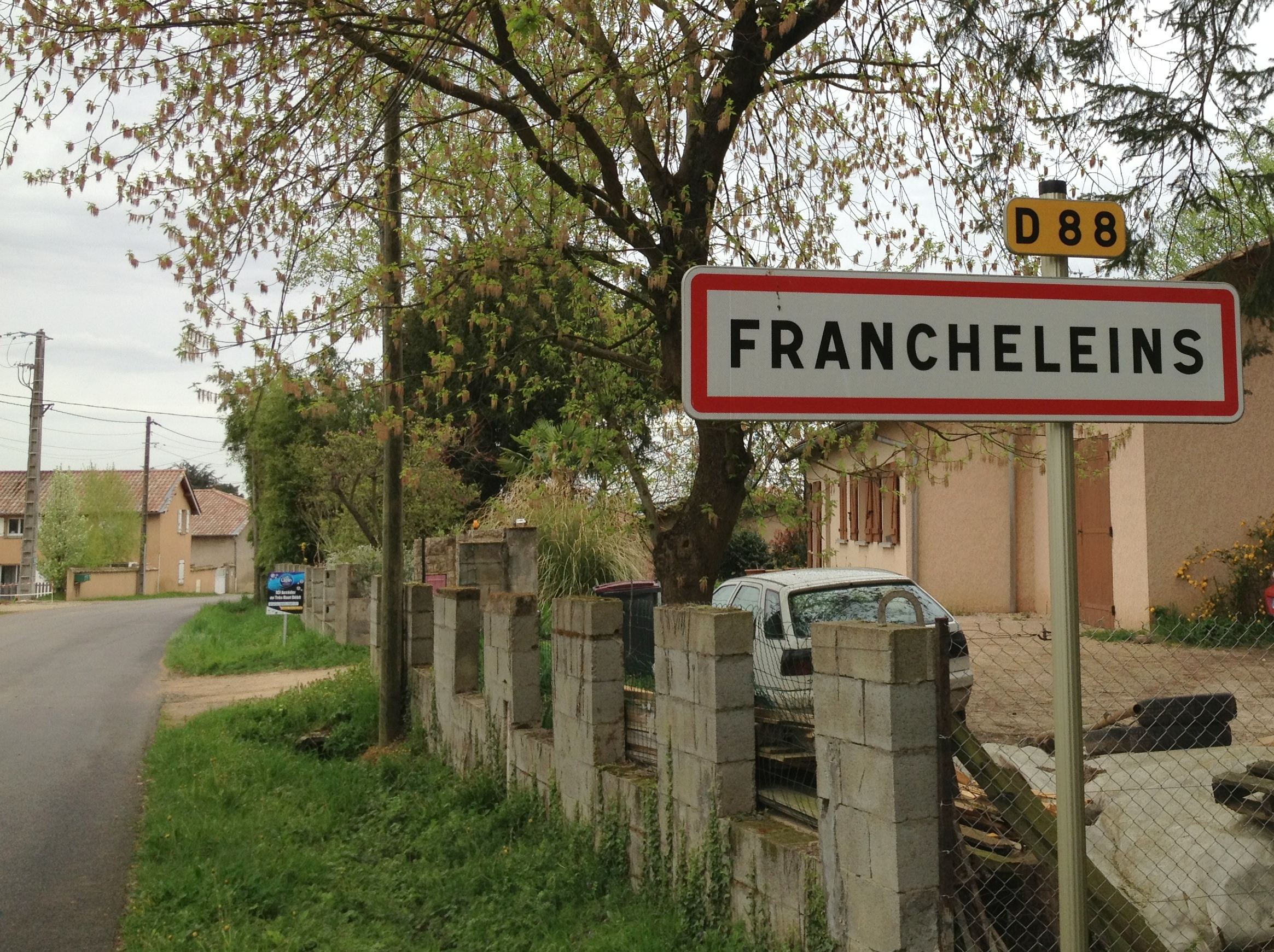
Panneau d'entrée dans le village.

Francheleins comporte plusieurs monuments :
- église Saint-Pierre-et-Saint-Paul d'Amareins du XIe siècle, inscrite aux monuments historiques depuis 1969 ;
- église Saint-Martin de Francheleins. Construite en 1844, elle est de style néoclassique et porte un clocher à bulbe décoré de tuiles vernissées ;
- vestiges du château de Francheleins. Château des nobles de Franchelins cités depuis 1120, rebâti vers 1328[25] ;
- château d'Amareins XIXe siècle. Il est élevé sur une motte ou poype relevant des comtes de Savoie. À la fin du XIXe siècle, on y voyait encore des ruines[26]. L'ancienne maison forte, fut le siège d’une ancienne seigneurie possédée d’abord par les seigneurs de Francheleins, puis par ceux de Sure et successivement par les familles de Corsant, du Rousset, Butillon, de la Vaupierre, de Chateauvieux, Gayot, Bordeaux ;
- château de Tavernost à 2 km au nord-est de Cesseins. Donjon et vestiges dont l'origine remonte au XIIIe siècle mais l'essentiel du bâtiment date du XVIIIe siècle et est réemployé dans des bâtisses du XIXe siècle. En 1344, il est la possession de Philibert de Francheleins, vassal des sires de Beaujeu[27] ;
- château de Vataneins, anciennement maison forte de la Poype, reconstruit en 1882.

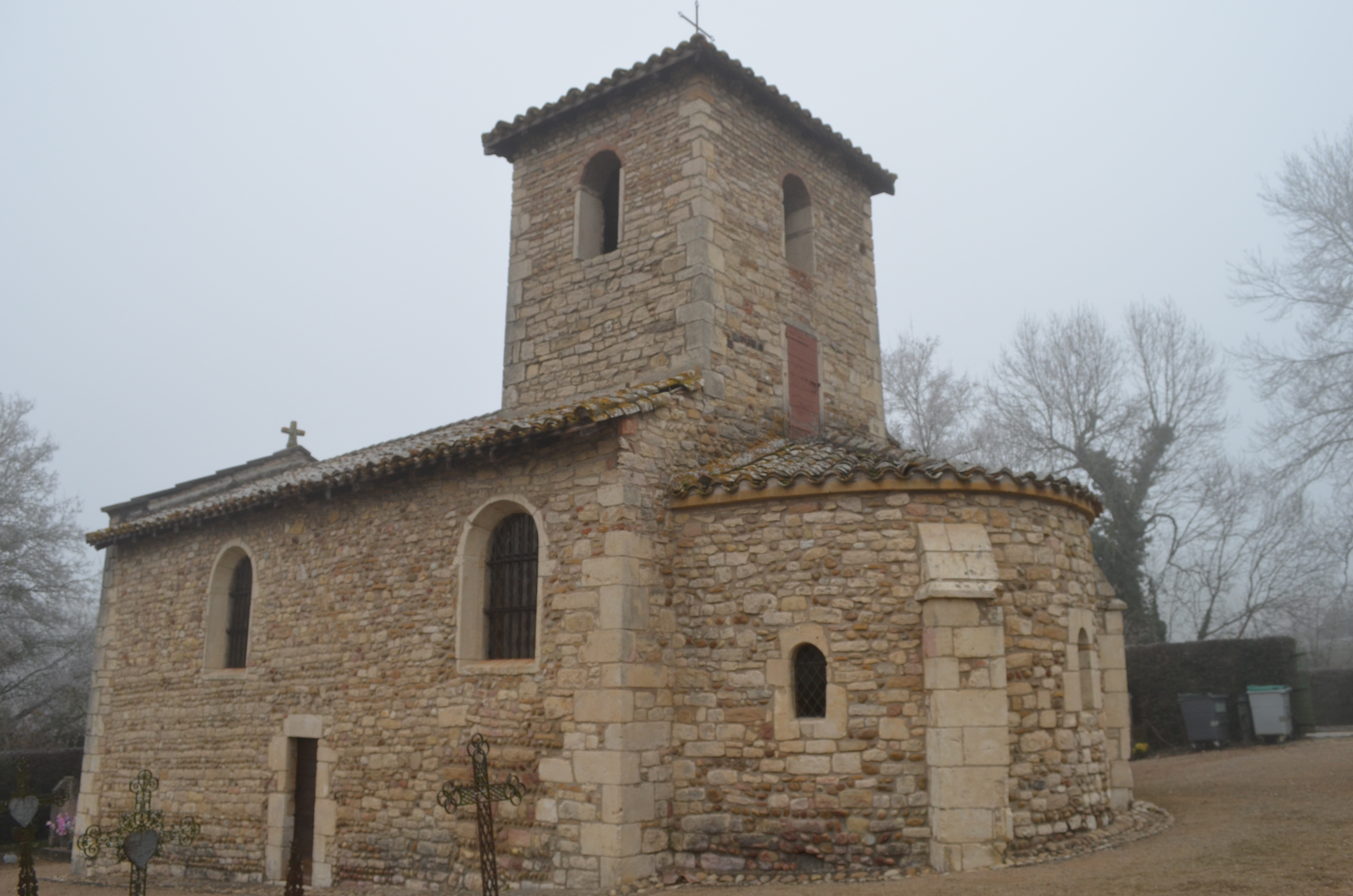
Église Saint-Pierre-et-Saint-Paul d'Amareins.
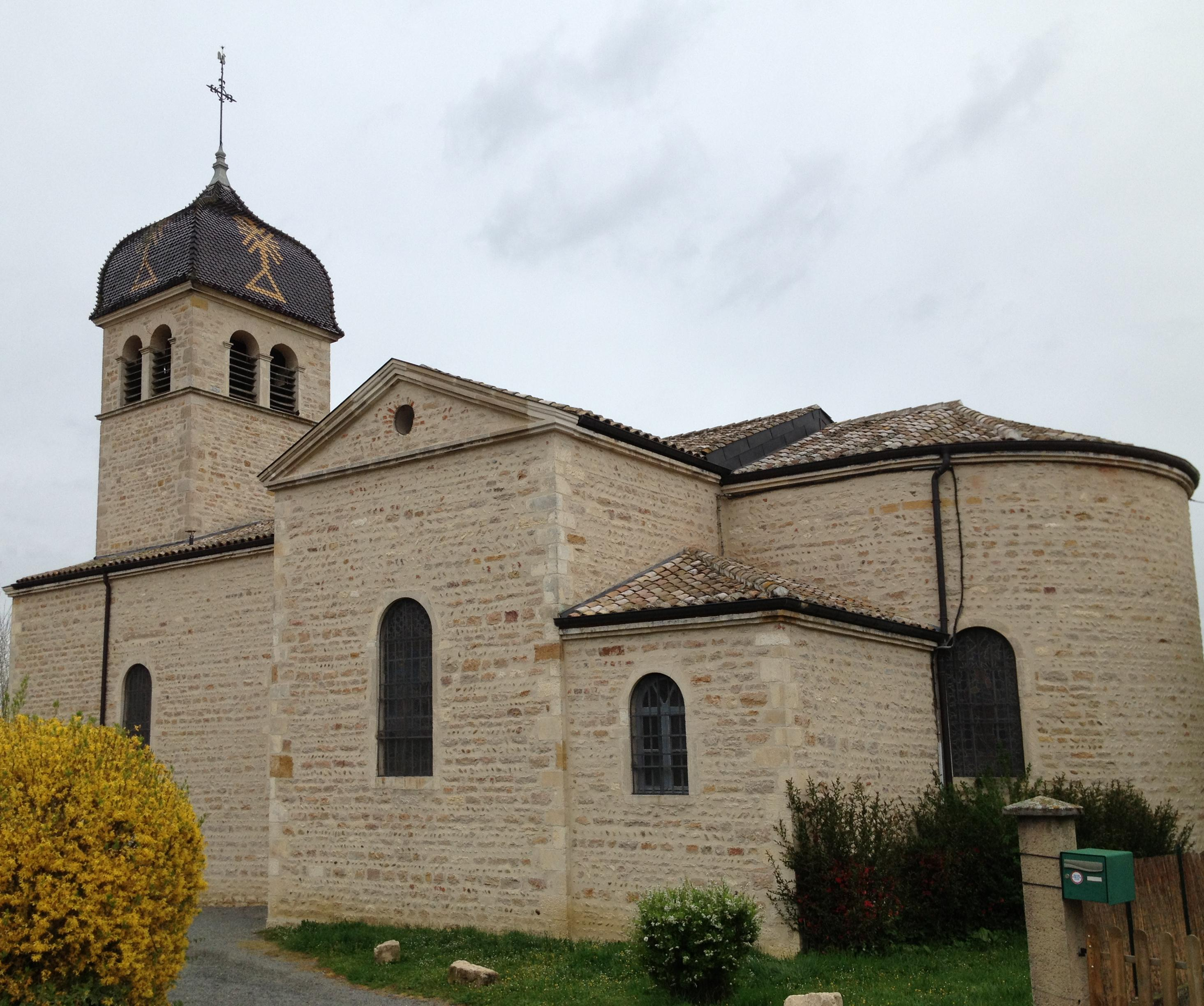
Vue de l'église Saint-Martin de Francheleins.